# Bartenheim
 Bartenheim (en alsacià Bàrtene) és un municipi francès, situat a la regió del Gran Est, al departament de l'Alt Rin. L'any 2008 tenia 3.487 habitants.

## Demografia
| 1962  | 1968  | 1975  | 1982  | 1990  | 1999  |
| ----- | ----- | ----- | ----- | ----- | ----- |
| 1.936 | 2.014 | 2.413 | 2.452 | 2.483 | 2.913 |

## Administració
| Període | Identitat       | Partit |
| ------- | --------------- | ------ |
| 2001-   | Jacques Ginther | UMP    |

## Agermanaments
- Bascons